# Warner (Nou Hampshire)
Warner és una població dels Estats Units a l'estat de Nou Hampshire. Segons el cens del 2000 tenia 2.760 habitants.

## Demografia
Segons el cens del 2000, Warner tenia 2.760 habitants, 1.048 habitatges, i 728 famílies. La densitat de població era de 19,1 habitants per km².
Dels 1.048 habitatges en un 33,2% hi vivien nens de menys de 18 anys, en un 56,6% hi vivien parelles casades, en un 8,9% dones solteres, i en un 30,5% no eren unitats familiars. En el 25,1% dels habitatges hi vivien persones soles el 8,2% de les quals corresponia a persones de 65 anys o més que vivien soles. El nombre mitjà de persones vivint en cada habitatge era de 2,51 i el nombre mitjà de persones que vivien en cada família era de 3,01.
Per edats la població es repartia de la següent manera: un 24,5% tenia menys de 18 anys, un 7,9% entre 18 i 24, un 28,9% entre 25 i 44, un 26,5% de 45 a 60 i un 12,2% 65 anys o més.
L'edat mediana era de 40 anys. Per cada 100 dones de 18 o més anys hi havia 92 homes.
La renda mediana per habitatge era de 44.142$ i la renda mediana per família de 50.926$. Els homes tenien una renda mediana de 36.143$ mentre que les dones 25.848$. La renda per capita de la població era de 21.588$. Entorn del 5% de les famílies i el 6,8% de la població estaven per davall del llindar de pobresa.